# Uunartoq Qeqertoq
Uunartoq Qeqertoq (il cui nome, tradotto in inglese, è Warming Island, che significa "isola del riscaldamento globale", in danese Opvarmning ø), è un'isola situata lungo le coste orientali della Groenlandia a 550 km a nord del circolo polare artico e riconosciuta tale nel settembre 2005 dall'esploratore americano Dennis Schmitt.
Essa è stata unita alla terraferma e alla penisola di Liverpool Land da un ghiacciaio fino al 2002, quando la piattaforma glaciale iniziò a ritirarsi rapidamente in quest'area, finché nel 2005 non è avvenuto il definitivo "distacco". I membri della comunità scientifica ritengono che questa "nuova" isola sia il risultato diretto del riscaldamento globale. L'isola ha tre grandi penisole, la qual cosa le conferisce una caratteristica forma a W.
Già considerata una penisola, perché unita alla terraferma da un istmo formato da ghiacci, a seguito dell'aumento della temperatura e il conseguente scioglimento dei ghiacciai, negli ultimi anni durante il periodo estivo ne resta separata da un braccio di mare.

## Controversie sulla nascita
Patrick Michaels, un climatologo americano scettico sul tema dei cambiamenti climatici, ha creato una controversia riguardo alla nascita di Uunartoq Qeqertoq in un articolo sul suo editoriale World Climate Report, in cui argomentava che l'isola già negli anni 1950 fosse rimasta scoperta al termine di un breve periodo caldo in Groenlandia.
A dispetto di una generale mancanza di mappe opportunamente dettagliate, Michaels trovò una mappa pubblicata da Ernst Hofer, un fotografo che scattò foto aeree sull'area agli inizi proprio degli anni 1950, in cui appariva già evidente come Uunartoq Qeqertoq fosse distaccata dalla terraferma groenlandese. Da ciò Micheals concluse che l'isola fosse già tale almeno dalla metà del XX secolo, arrivando ad affermare che questa era la dimostrazione dell'infondatezza delle preoccupazioni sui cambiamenti climatici.
Dennis Schmitt replicò alle teorie di Micheals con un articolo apparso sul New York Times, asserendo l'inesattezza delle mappe derivate dalle foto di Hofer. Citando anche altre discrepanze, come ad esempio l'assenza in tali mappe della vicina Reynolds Island, egli suggerì che l'invisibilità della calotta di ghiaccio che faceva da tramite tra l'isola e la terraferma potesse essere stata nascosta dalla nebbia, cosa che accade di frequente a queste latitudini. Osservò inoltre di vedere "dalle marcature dei documenti del 1957 che si trattava di documenti schematici, e pertanto incompleti".
La risposta di Micheals fu che Hofer incluse la mappa nel suo libro "in modo da collocare le immagini in un dato contesto".
Ad oggi l'unica cosa certa è che non vi è alcuna foto che possa risolvere definitivamente la questione. Ciononostante, un focolaio di polemica si riaccese nel 2011, quando il Times Atlas of the World incluse l'isola insieme ad una rappresentazione rivista della calotta polare groenlandese, ridottasi nel tempo del 15%. Dopo essere stato allertato dai mezzi di comunicazione, il National Snow and Ice Data Center degli Stati Uniti d'America chiuse rapidamente la questione affermando che quelle mappe risalivano al 2001, e non erano pertanto aggiornate.

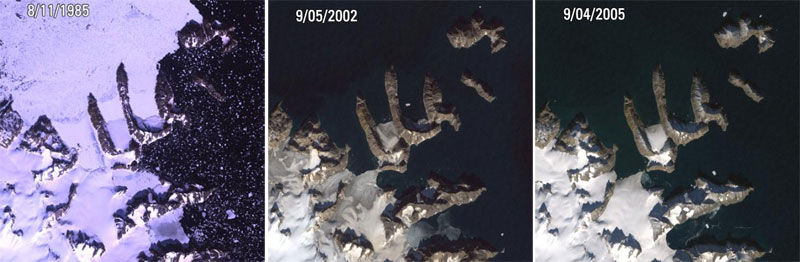
Un paragone delle immagini scattate dal satellite tra il 1985 e il 2005.